# 셸던 애덜슨
셸던 게리 애덜슨(Sheldon Gary Adelson, 1933년 8월 4일 ~ 2021년 1월 11일)은 미국의 기업인이다. 네바다 주에 본사를 둔 상장사 라스베이거스 샌즈의 회장이자 CEO이다.